# My (bogstav)
 For alternative betydninger, se My. (Se også artikler, som begynder med My)
My (Μ μ) er et græsk bogstav med lydværdien [m].
Bogstavet bruges bl.a. som symbol for permittivitet. Det ses ofte, at bogstavet u bruges i stedet for "my". Dette ses ved angivelse af kapacitet.

## Computer
I unicode er Μ U+039C og μ er U+03BC.
µ bliver også brugt som SI-præfikset mikro- (i matematisk sammenhæng en milliontedel), men regnes, af historiske årsager, som et selvstændig tegn i unicode, U+00B5 (Micro sign).
|   | decimal | hex     | HTML |
| - | ------- | ------- | ---- |
| μ | &#956;  | &#x3bc; | &mu; |
| Μ | &#924;  | &#x39c; | &Mu; |